# Joe Jackson (baloncestista)
Joseph Nathaniel "Joe" Jackson (Memphis, Tennessee, 8 de febrero de 1992) es un exbaloncestista estadounidense. Con 1,91 metros de estatura, jugaba en la posición de base.

## Trayectoria deportiva

### Universidad
Después de participar en el prestigioso McDonald's All-American Game en 2010,, jugó durante cuatro temporadas con los Tigers de la Universidad de Memphis, en las que promedió 12,1 puntos, 1,8 rebotes, 4,1 asistencias y 1,4 robos de balón por partido. En 2013 fue incluido en el mejor quinteto de la Conference USA y además elegido Jugador del Año, mientras que al año siguiente, tras el cambio de conferencia, fue incluido en el segundo mejor quinteto de la American Athletic Conference.

### Profesional
Tras no ser elegido en el Draft de la NBA de 2014, se unió a los Memphis Grizzlies para disputar las NBA Summer League 2014. El 26 de septiembre fichó por los Phoenix Suns, pero fue despedido el 14 de octubre, antes del comienzo de la competición. Finalmente el 2 de noviembre firmó por los Bakersfield Jam de la NBA D-League como jugador afiliado de los Suns. Al final de la temporada regular, fue elegido Jugador más mejorado de la NBA D-League, tras pasar de un promedio de 6,0 puntos por partido en diciembre a 17,7 puntos en el mes de marzo. Fue además incluido en el segundo Mejor quinteto defensivo de la liga. Sus estadísticas finales esa temporada fueron 13,6 puntos, 4,9 asistencias y 3,5 rebotes por partido.
En julio de 2015 fue elegido en el puesto 15 del Draft de la KBL, la liga de Corea del Sur, por los Goyang Orion Orions, equipo con el que acabó firmando. Allí jugó una temporada, en la que promedió 15,3 puntos y 4,9 asistencias por partido, disputando ese año el All-Star coreano y conquistando el título de liga.
El 23 de mayo de 2016 fichó por el Luoyang Zhonghe de la NBL, la segunda división del baloncesto chino, donde jugó una temporada en la que promedió 30,8 puntos, 7,8 asistencias y 6,5 rebotes por partido, siendo elegido mejor base del campeonato e incluido en el mejor quinteto.
El 16 de agosto de 2016 fichó por el Maccabi Rishon LeZion isaraelí, pero tras dos partidos en los que promedió 3,0 puntos y 3,5 asistencias, fue despedido.